# چون هی-چول
چون هی-چول (انگلیسی: Chun Hee-chul؛ زادهٔ ۲۶ ژوئن ۱۹۷۳) بازیکن سابق و مربی بسکتبال اهل کره جنوبی است.
وی در مسابقات کشوری و بین‌المللی در مجموع برندهٔ ۲ مدال طلا، ۲ مدال نقره، ۱ مدال برنز شده‌است.